# Stelling van Droz-Farny

De stelling van Droz-Farny is een stelling uit de meetkunde, vernoemd naar de Zwitserse wiskundige Arnold Droz-Farny (1856 - 1912).
Laat L1 en L2 een tweetal lijnen zijn die elkaar loodrecht snijden in het hoogtepunt H van de driehoek ABC. We hebben nu de volgende snijpunten met de zijden van ABC:
- A1 van L1 met BC,
- B1 van L1 met AC,
- C1 van L1 met AB,
- A2 van L2 met BC,
- B2 van L2 met AC en
- C2 van L2 met AB.

De Stelling van Droz-Farny luidt nu dat de middens A0, B0 en C0 van de lijnstukken A1A2, B1B2 resp. C1C2 collineair zijn. De lijn wordt de rechte van Droz-Farny genoemd.

## Eigenschappen
- Het spiegelbeeld van het hoogtepunt in een rechte van Droz-Farny is een punt op de omgeschreven cirkel.
- De omhullende van alle rechten van Droz-Farny is de ingeschreven ellips met het middelpunt van de negenpuntscirkel als middelpunt en het hoogtepunt en het middelpunt van de omgeschreven cirkel als brandpunten. Volgens het sluitingstheorema van Poncelet zijn er oneindig veel driehoeken die deze ingeschreven ellips en de omgeschreven cirkel delen. In dit bijzondere geval delen ze ook de rechte van Euler en alle rechten van Droz-Frany (Bradley et al. 2007).

## Variatie
De rechte van Droz-Farny raakt aan de ingeschreven parabool die ook raakt aan L1 en L2. In plaats van A0, B0 en C0 kunnen ook punten NA, NB en NC gekozen worden die A1A2, B1B2 en C1C2 in eenzelfde verhouding verdelen. Zo'n drietal NA, NB en NC is telkens collineair. Dit levert dus oneindig veel lijnen op. De netgenoemde parabool is de omhullende van deze lijnen.